# Hřensko
Hřensko (en allemand : Herrnskretschen) est une commune du district de Děčín, dans la région d'Ústí nad Labem, en Tchéquie. Sa population s'élevait à 277 habitants en 2021.

## Géographie
Hřensko se trouve à la confluence de la Kamenice et de l'Elbe (en tchèque : Labe), à 12 km au nord de Děčín, à 28 km au nord-est d'Ústí nad Labem et à 90 km au nord de Prague.
La commune est limitée par l'Allemagne à l'ouest et au nord, par Jetřichovice à l'est, par Růžová, Janov, Labská Stráň, Arnoltice et Ludvíkovice au sud, et par Děčín à l'ouest.
Hřensko est réputée pour ses gorges, hautes parois rocheuses recouvertes de mousse. Cette petite bourgade aux maisons à colombages est la porte d’entrée du Parc national de la Suisse bohémienne, mais également le lieu où l’Elbe quitte la Tchéquie.
Hřensko est le point de départ de nombreuses balades dans la région, pour découvrir notamment les Gorges de la Kamenice et d'autres éléments de la nature somptueuse du parc national. À la sortie du village, en suivant le sentier pédestre balisé en rouge, on atteint le splendide site de la Porte de Pravčice.

## Histoire
La première mention écrite du village remonte à 1475.

## Patrimoine
Patrimoine naturel

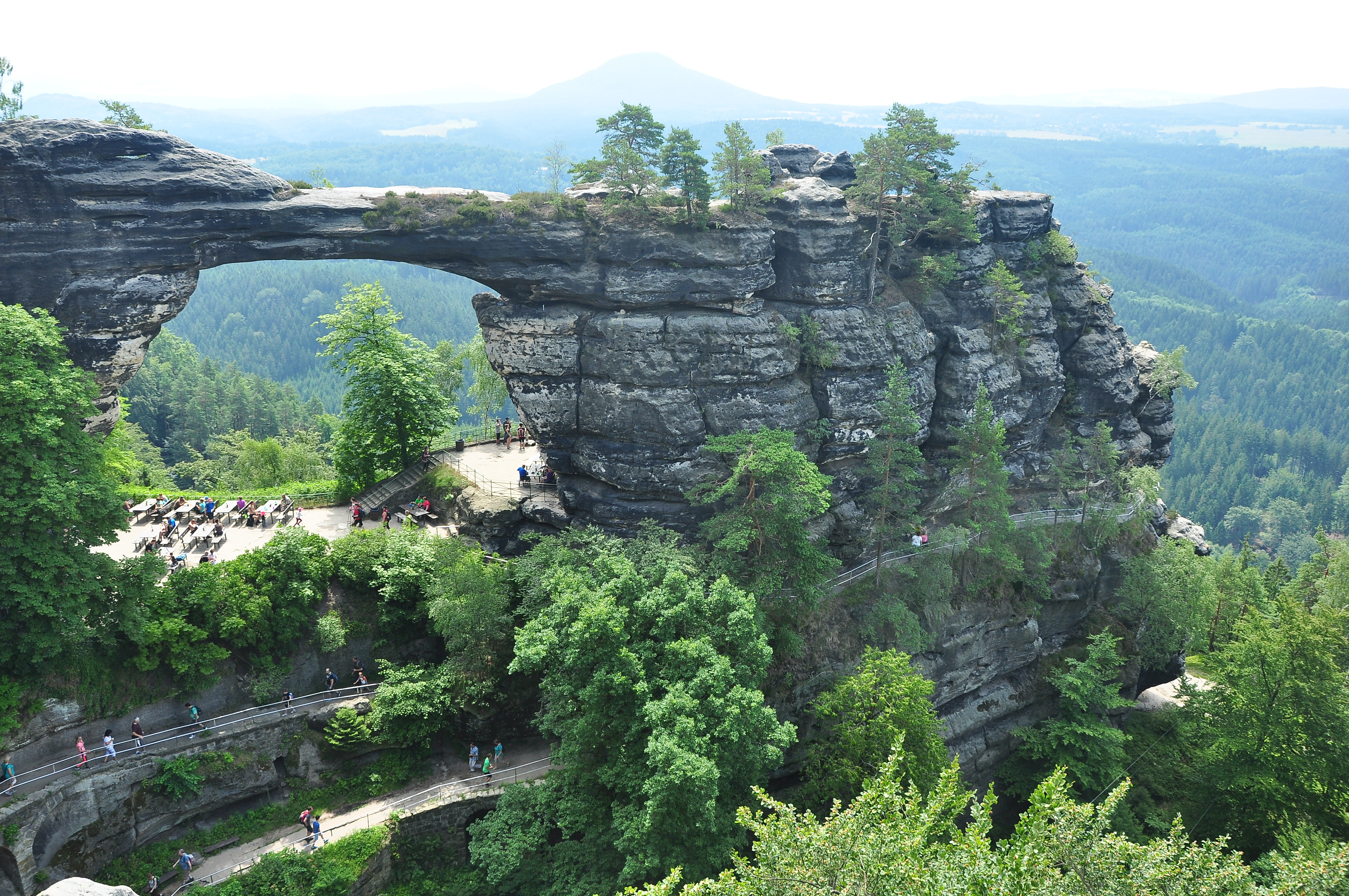
Arc en grès de la porte Pravčická.
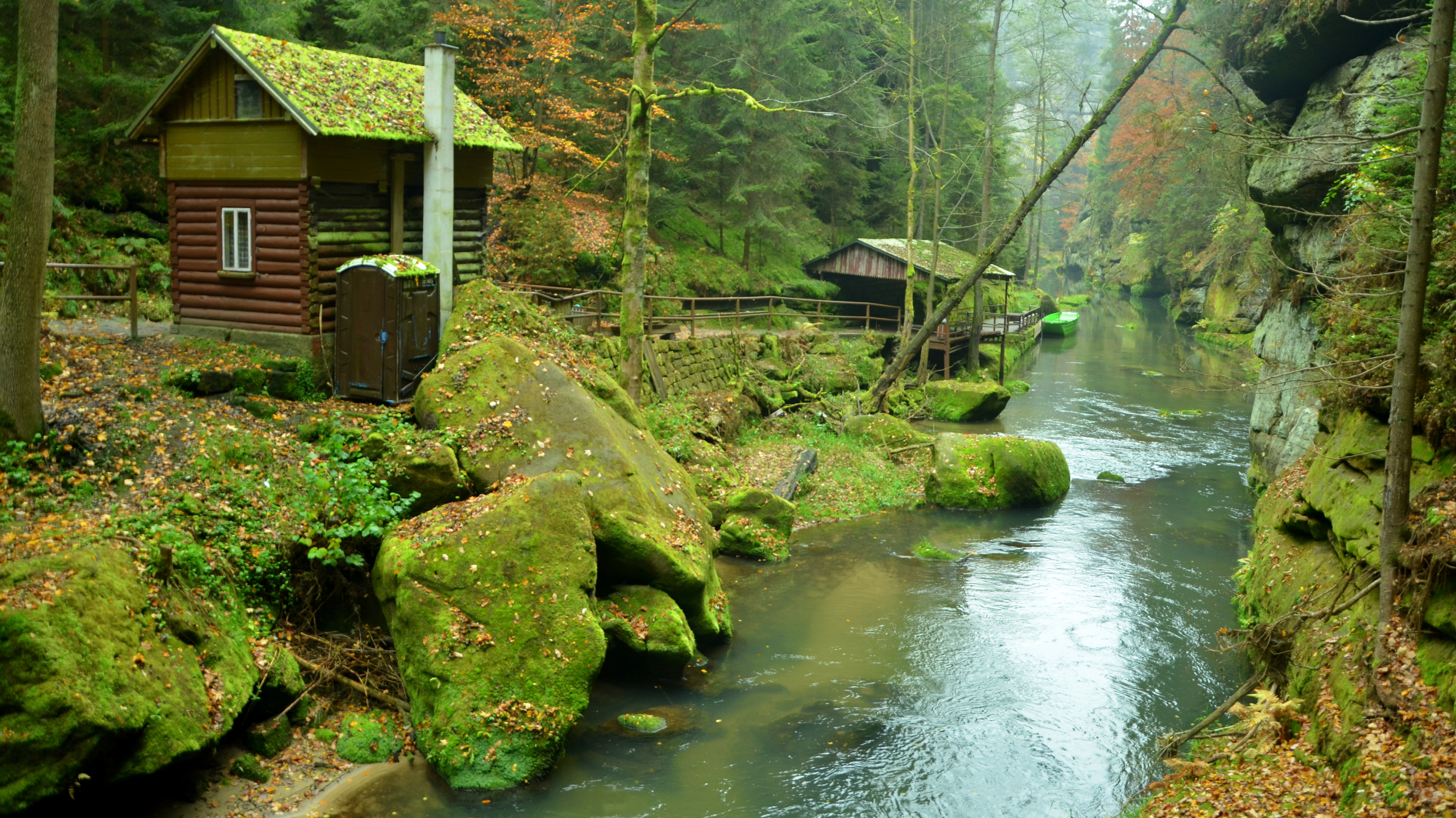
Divoká soutěska (Gorge sauvage).

## Transports
Par la route, Hřensko se trouve à 14 km de Děčín, à 41 km d'Ústí nad Labem et à 127 km de Prague.